# Halskette

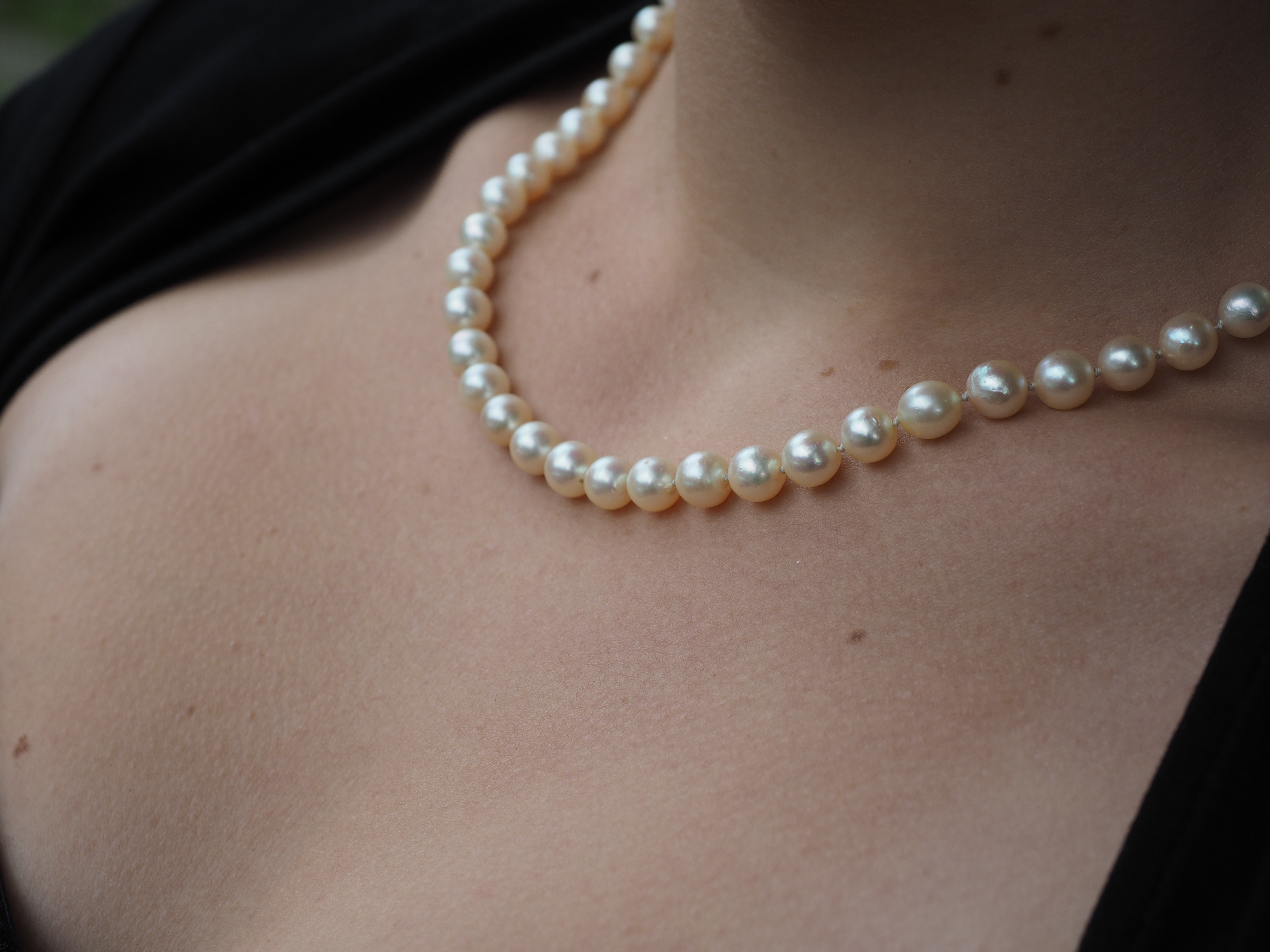
Akoya-Perlenkette

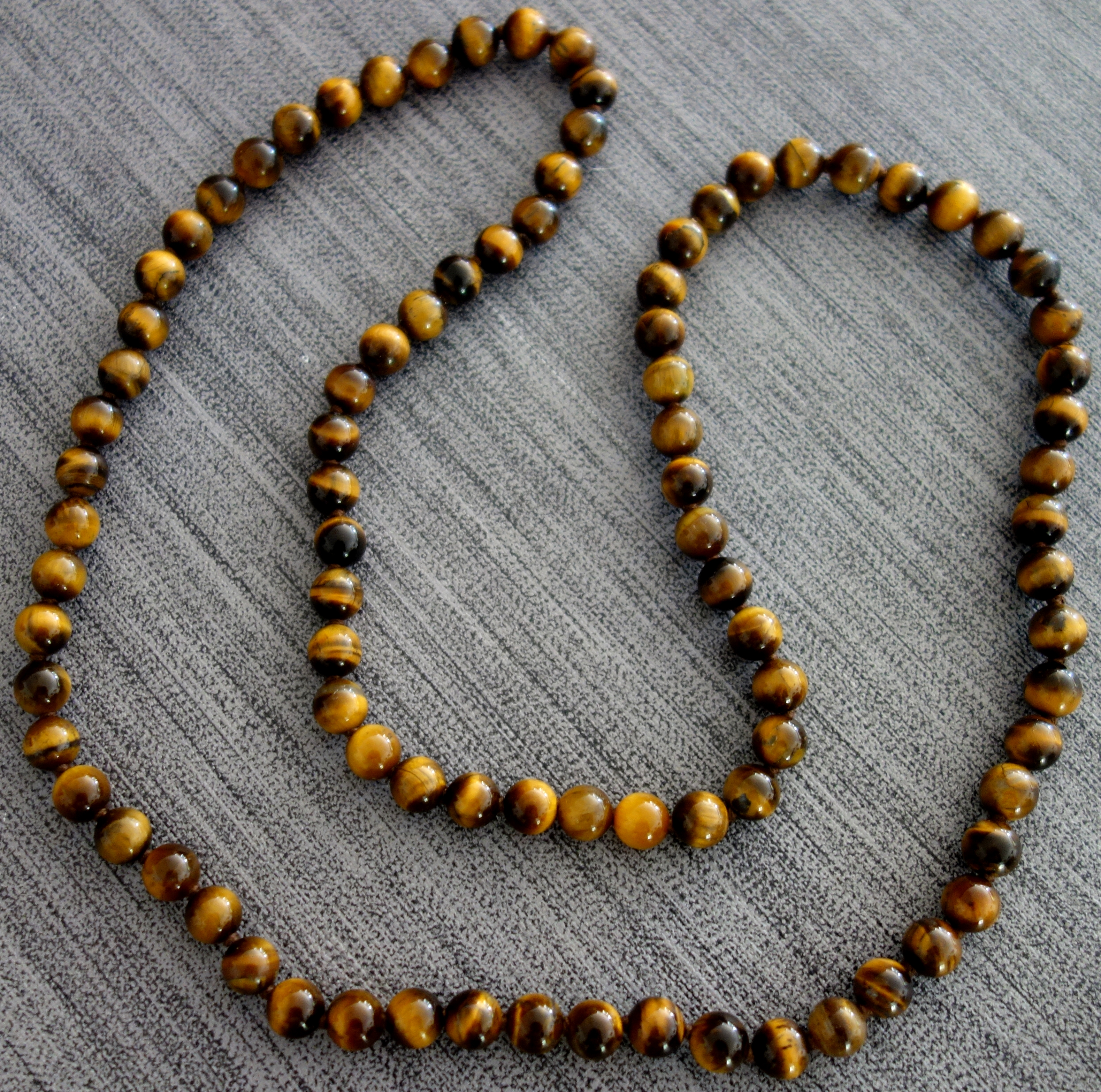
Tigeraugenkette

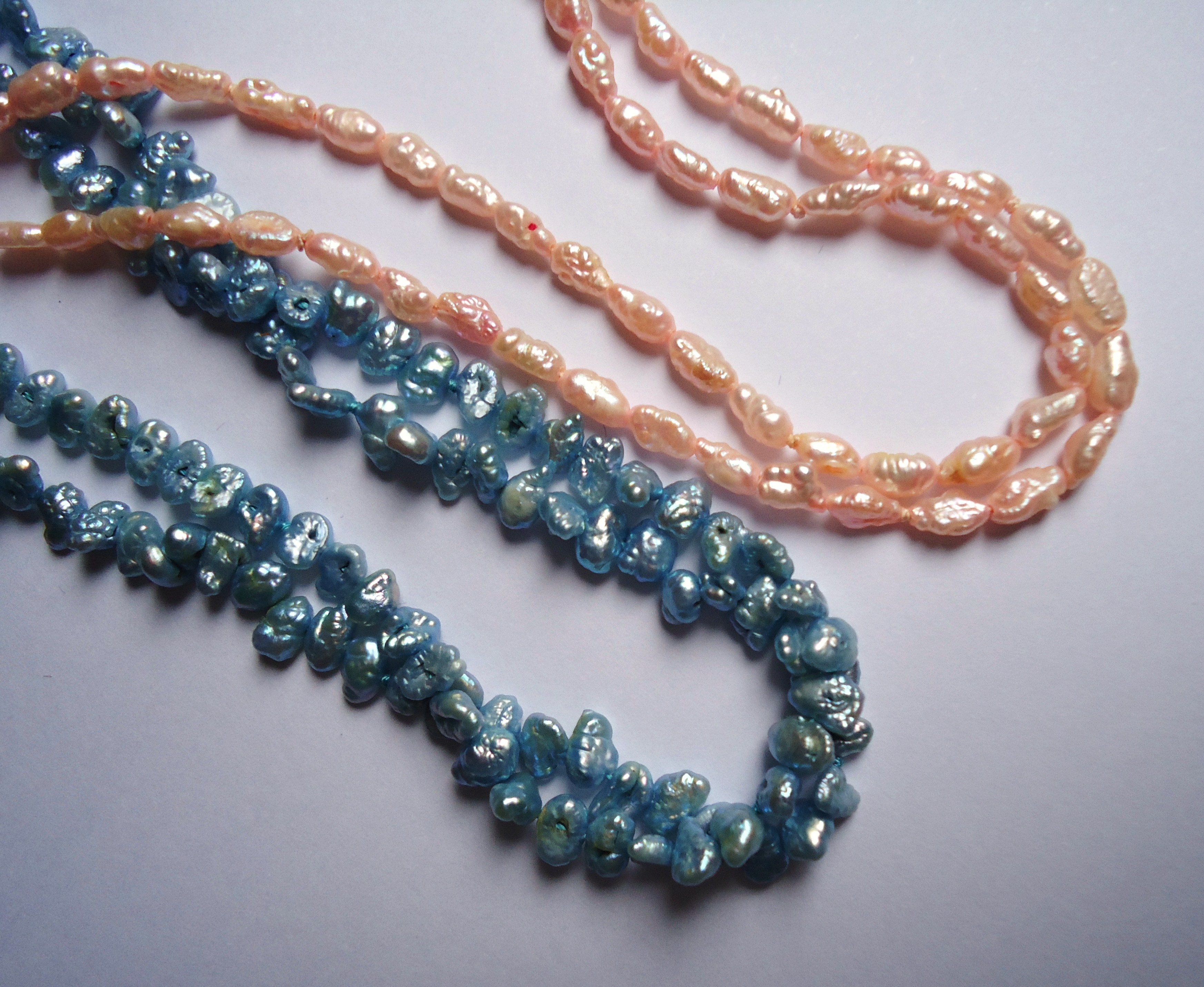
Süßwasserperlen

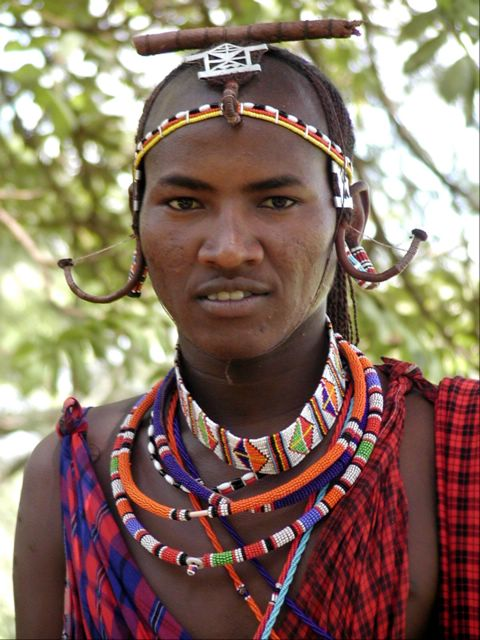
Die Maasai verwenden Halsketten als Bestandteile ihrer traditionellen Tracht.

Eine Halskette, auch Collier (aus dem Französischen), ist eine als Schmuck um den Hals getragene Kette. Halsketten bestehen oft aus einer kostbaren Metallkette (z. B. aus Gold oder Silber), die als Träger für dekorative Elemente wie Anhänger dienen kann. Als Materialien werden Edelsteine oder Halbedelsteine, Holz, Leder, Muscheln usw. verwendet. Perlenketten werden gefädelt oder geknotet.
In der Funktion als Amtskette geht sie über den ästhetischen Wert hinaus.
Als Schmuckstück sind Halsketten bereits aus der Altsteinzeit belegt. Die Halskette der Glencurran Cave ist ein Zeugnis der Wikingerzeit.

## Geschichte
Im Jahr 2004 entdeckten Archäologen in der Blombos-Höhle in Südafrika 75.000 Jahre alte Schneckengehäuse, die in der Mitte durchlöchert sind. Falls die Kalkschalen von Menschenhand durchbohrt wurden, wie die Ausgräber vermuten, wäre dies der älteste bekannte Fund von Schmuckstücken, die als Halskette getragen worden sein könnten. In der Altsteinzeit wurden Halsketten aus durchlöcherten Raubtierzähnen, Knochen, Fruchtsamen oder Steinen getragen. Sie dienten als Schmuck, Zeichen einer sozialen Stellung oder als magisches Hilfsmittel.

## Ausführungen

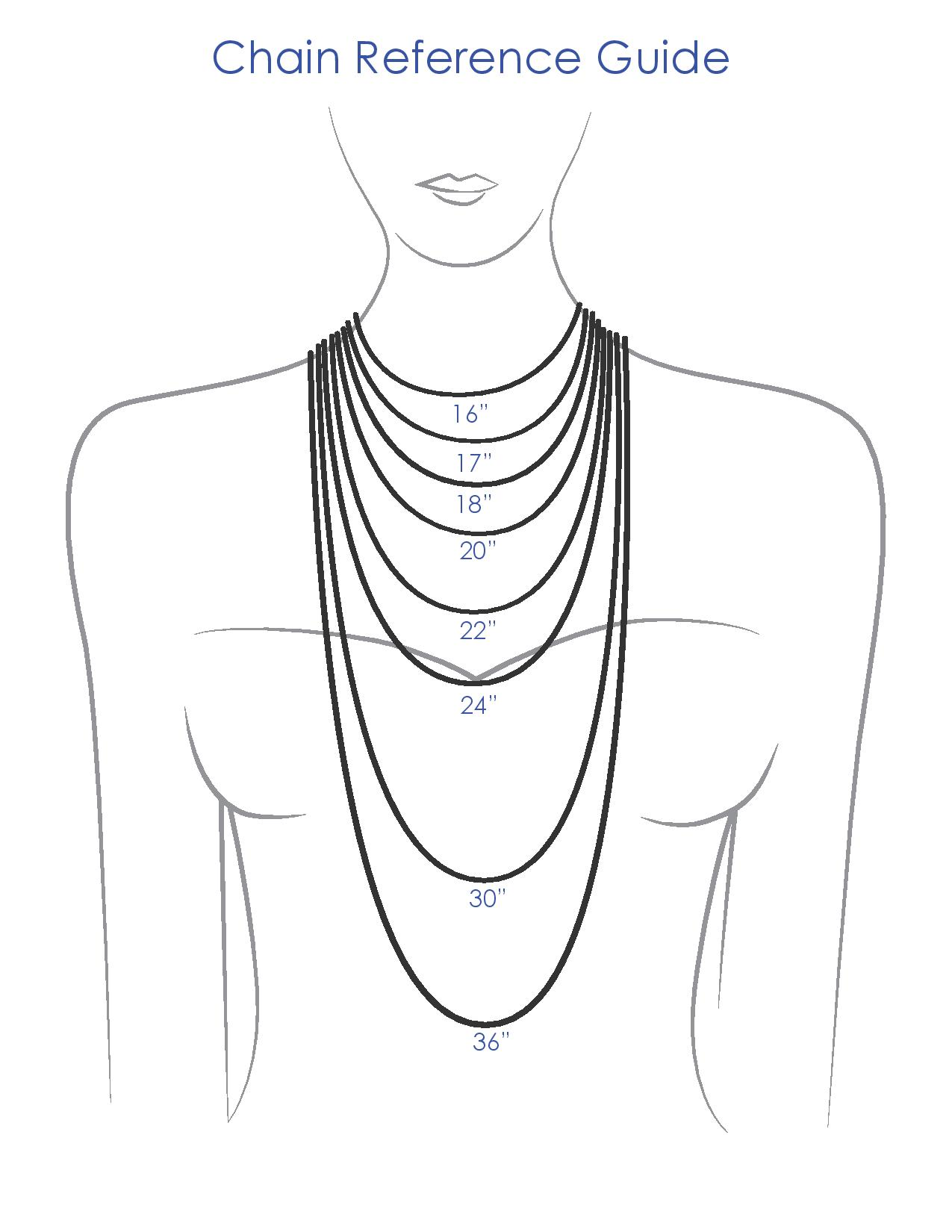
Kettenlängen

Halsketten können nach Länge, Material oder der Form der Kettenglieder unterschieden werden.
Nach Länge:
- Der Choker hat eine Länge von ca. 40 cm.
- Die Prinzessinnenkette ist etwa 45 bis 50 cm lang.
- Die Matinee-Halskette hat eine Länge von ca. 55 cm.
- Die Opernkette misst etwa 65–70 cm.
- Die lange Kette hat eine Länge von ca. 90 cm.

Nach Form:
- Collier, oft teures Schmuckstück, auf das Elemente aus weiteren Materialien wie Perlen, Korallen oder Edelsteinen aufgereiht sein können
- die Y- oder Omegakette
- die Charmkette bietet zahlreiche Kombinationsmöglichkeiten, kann durch sogenannte Charms ergänzt werden
- die Layerkette besteht aus zwei oder mehreren Ketten, die über einen einzigen Verschluss miteinander verbunden sind
- die Tondakette besitzt zahlreiche Glieder, die alle sehr eng miteinander verknüpft sind, so dass sie sich nicht auf den ersten Blick voneinander unterscheiden lassen
- die Rolokette – die gleichförmigen Glieder sind immer kreisrund, eine sehr klassische Kette mit ineinandergreifenden Kettengliedern, nicht an ein bestimmtes Material gebunden
- die Schlangenkette – kompakte Kettenform, bei der sich die einzelnen Glieder auf den ersten Blick kaum erkennen und voneinander unterscheiden lassen. Die Glieder sind nicht, wie bei den typischen Ketten, horizontal zueinander angeordnet, sondern quasi vertikal nebeneinander aufgereiht
- die Beadkette ist die Grundlage für sogenannte Beads – einzelne Anhänger, die sich variabel an die Kette hängen lassen

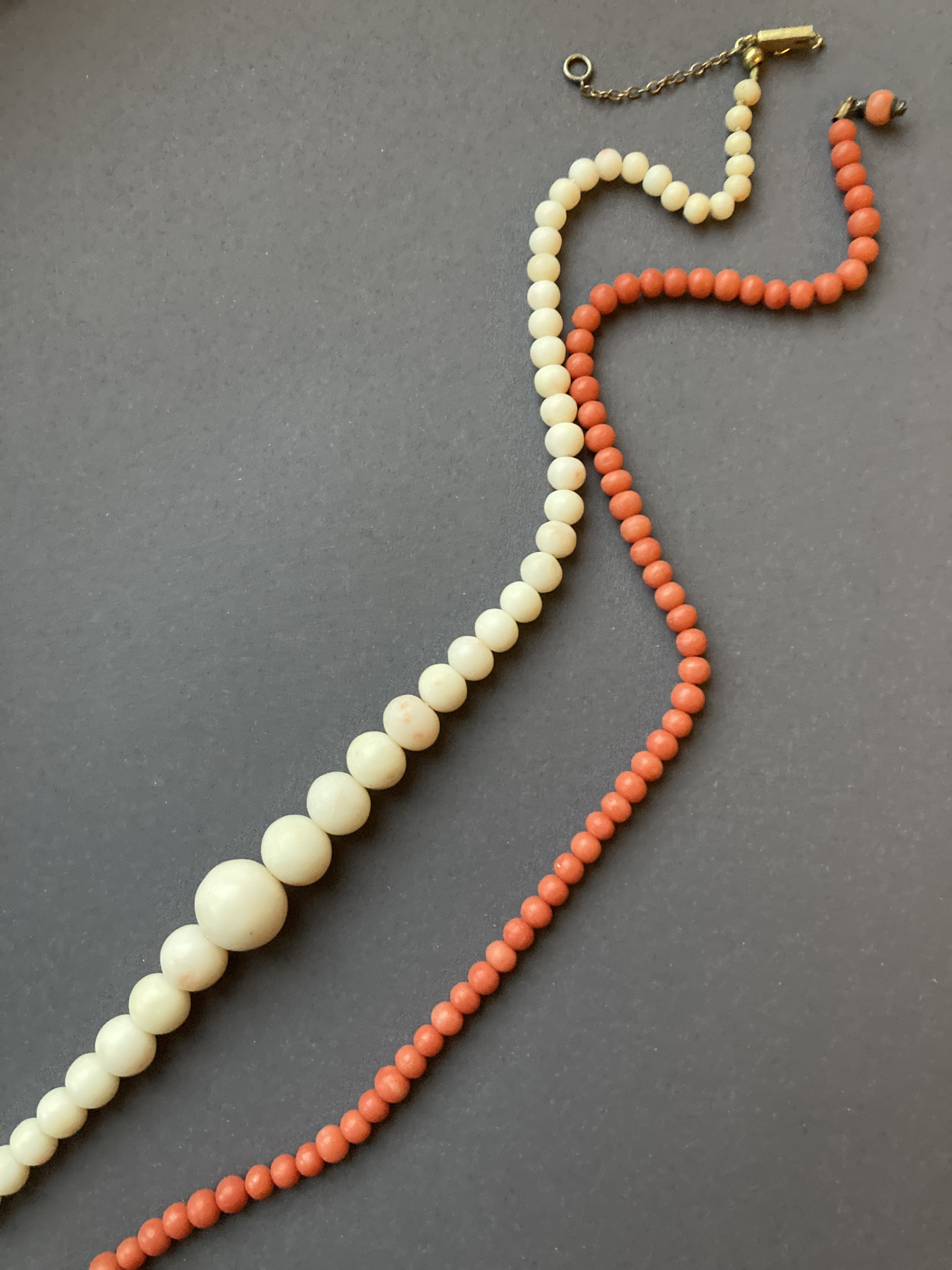
Weiße und rote Korallenkette

Nach Material:
- Akoya
- Süßwasserperle
- Koralle
- Lederkette

## Galerie

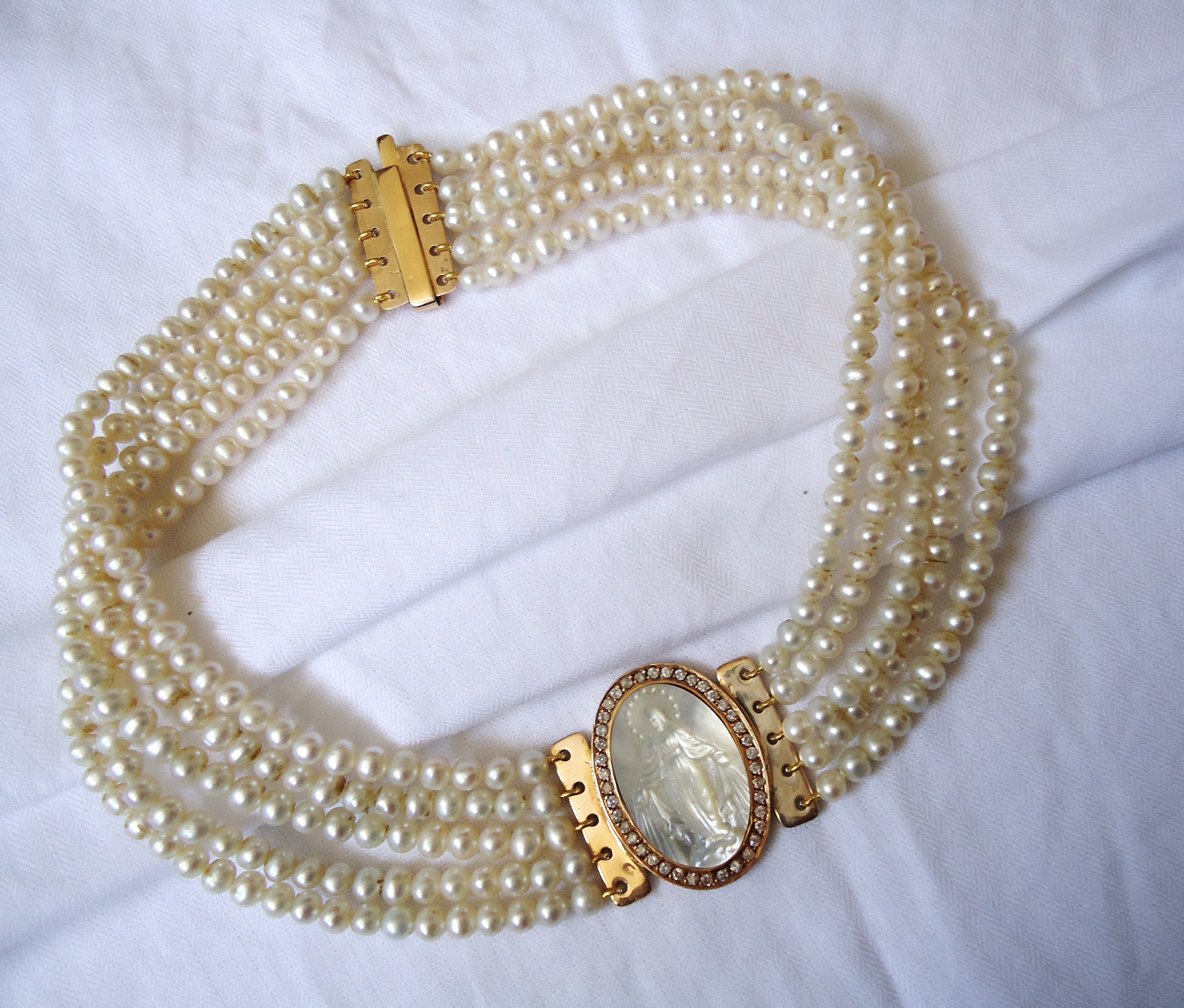
Aufwändiger Choker mit brillantbesetzter Gemme
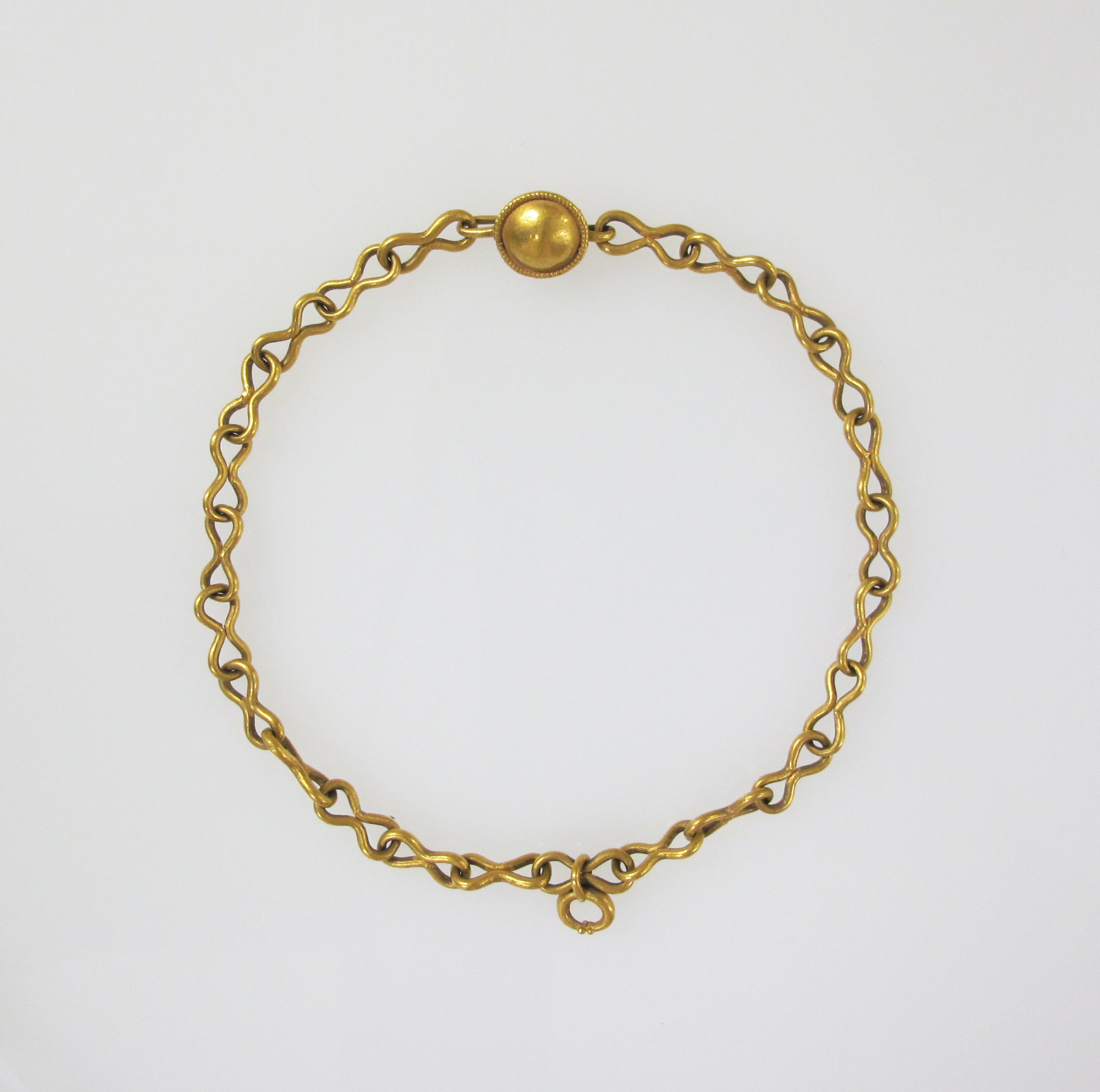
Goldkette, 1. Jh.
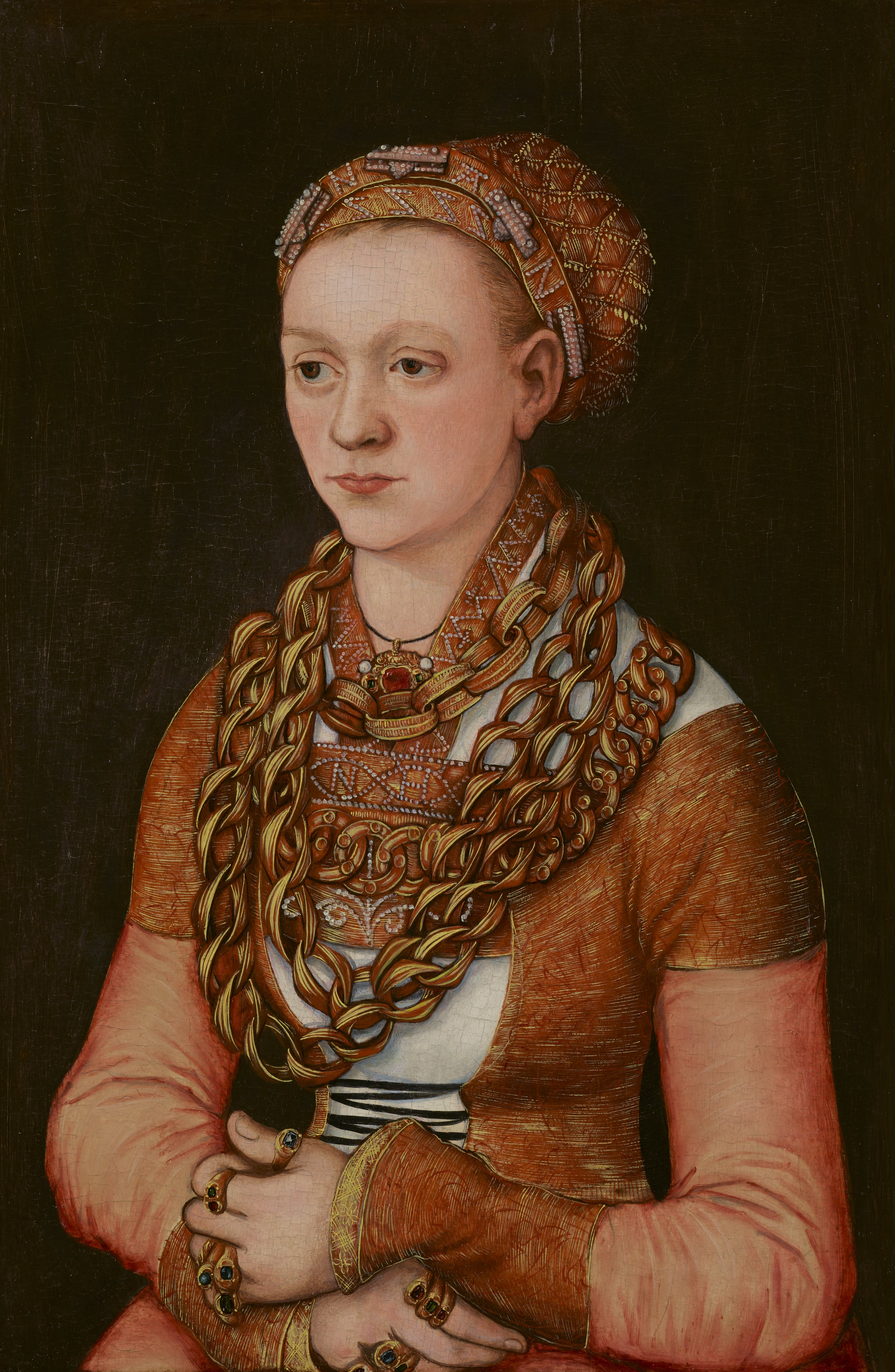
Hobelspankette um 1520
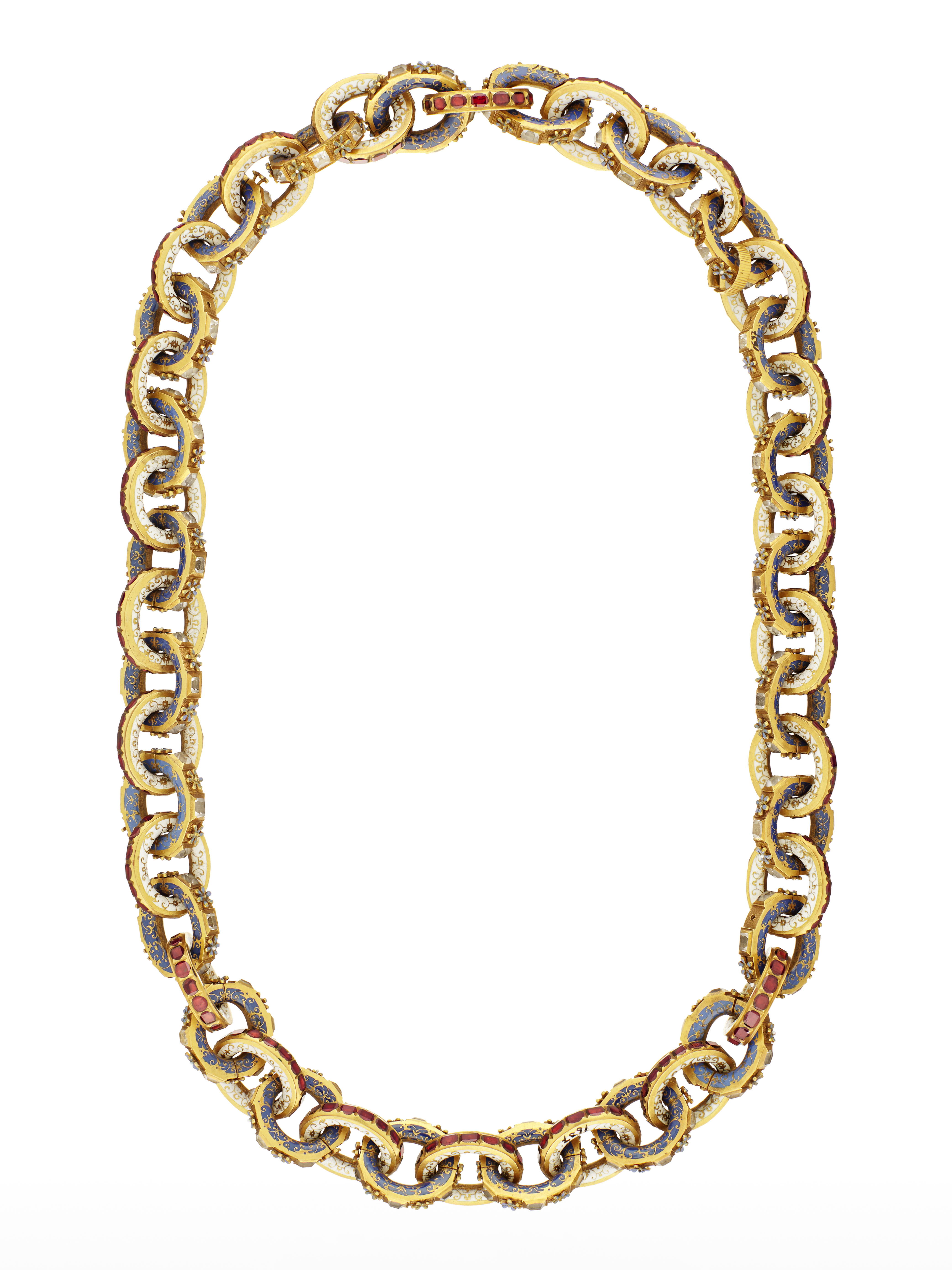
Goldkette, eingefasste Edelsteine, Ende 16. Jh.
Goldkette, 1870er Jahre
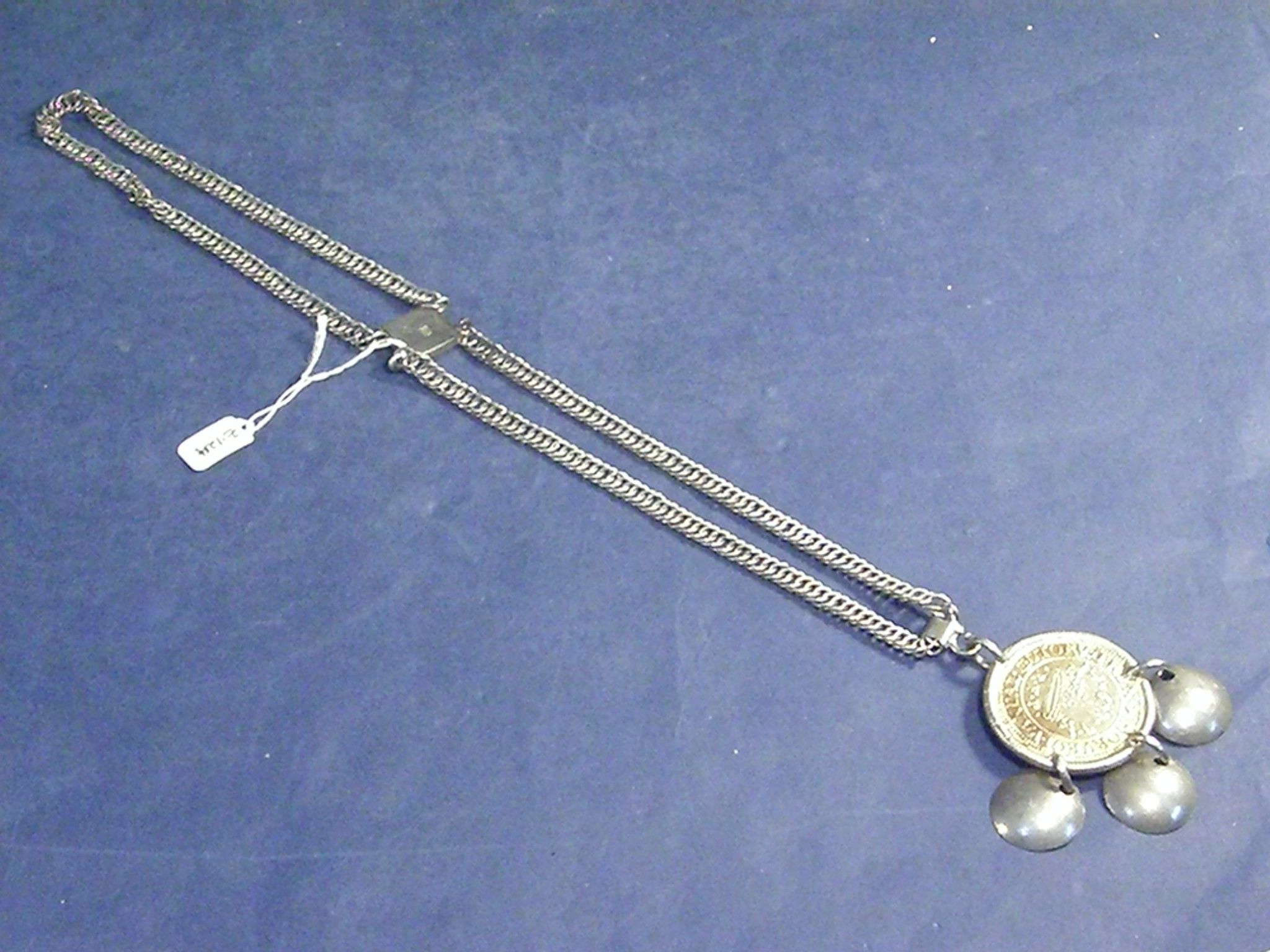
Silberkette, vor 1885
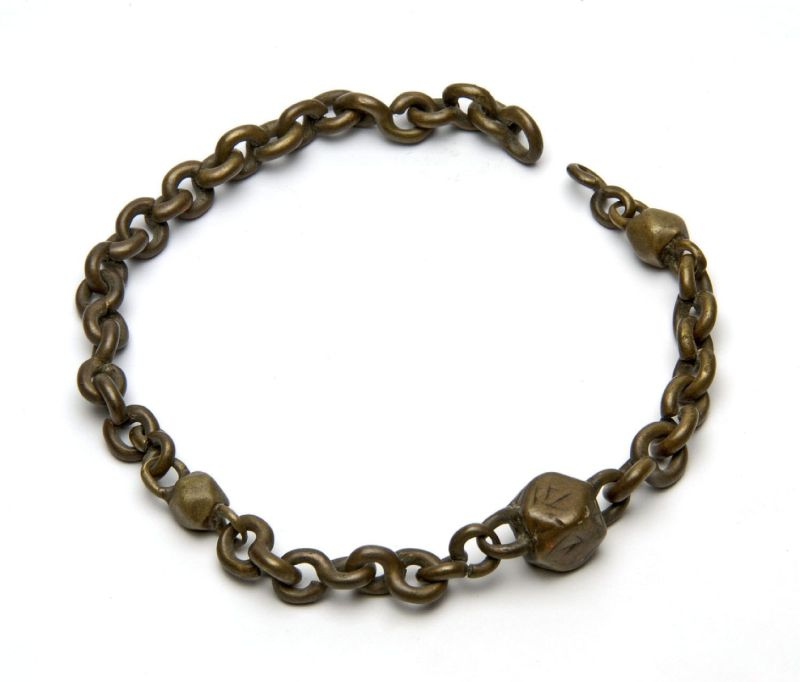
Messing, Kinderkette, vor 1931
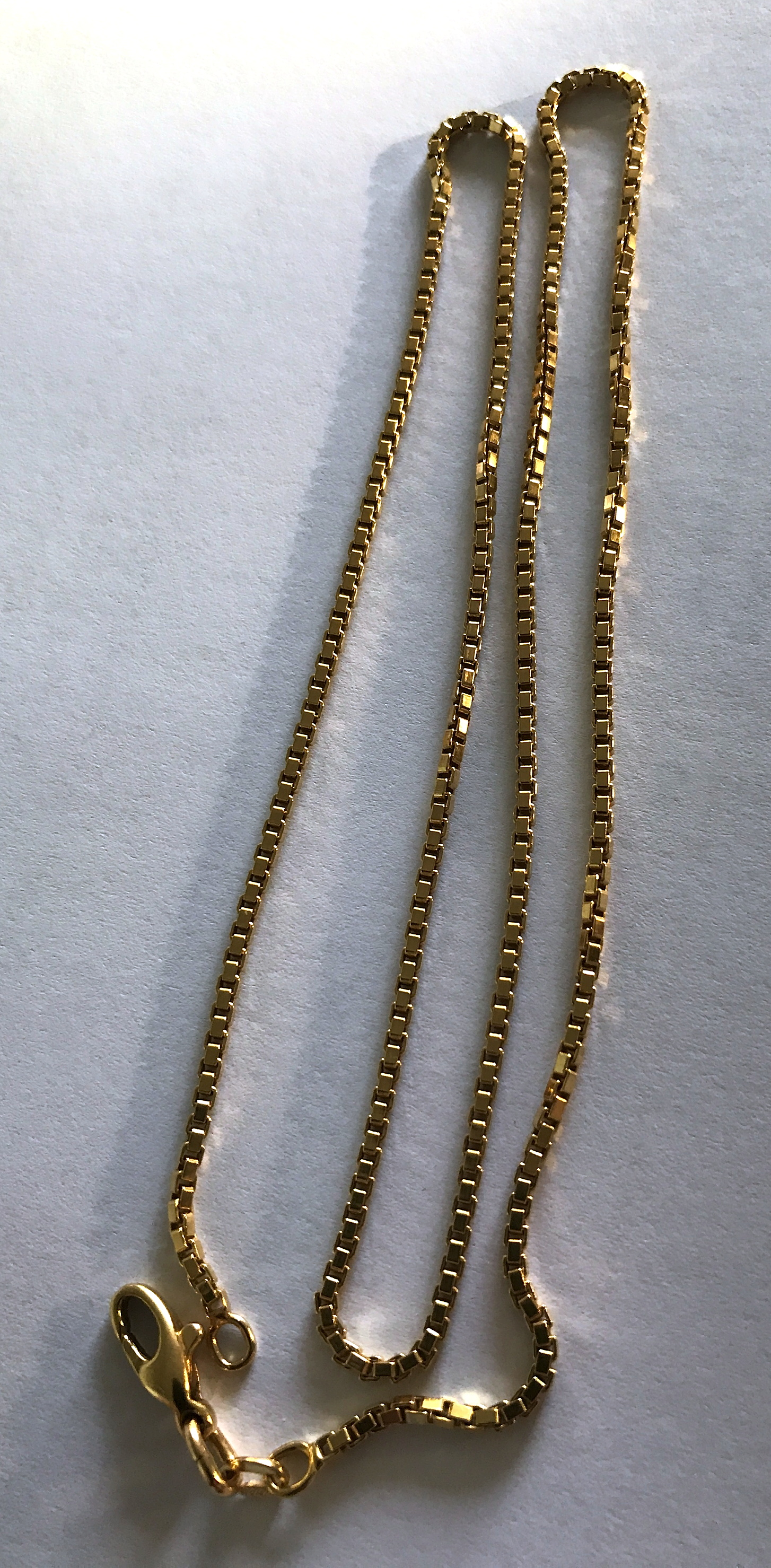
Goldkette, Venezianerkette, undatiert
Goldkette, undatiert
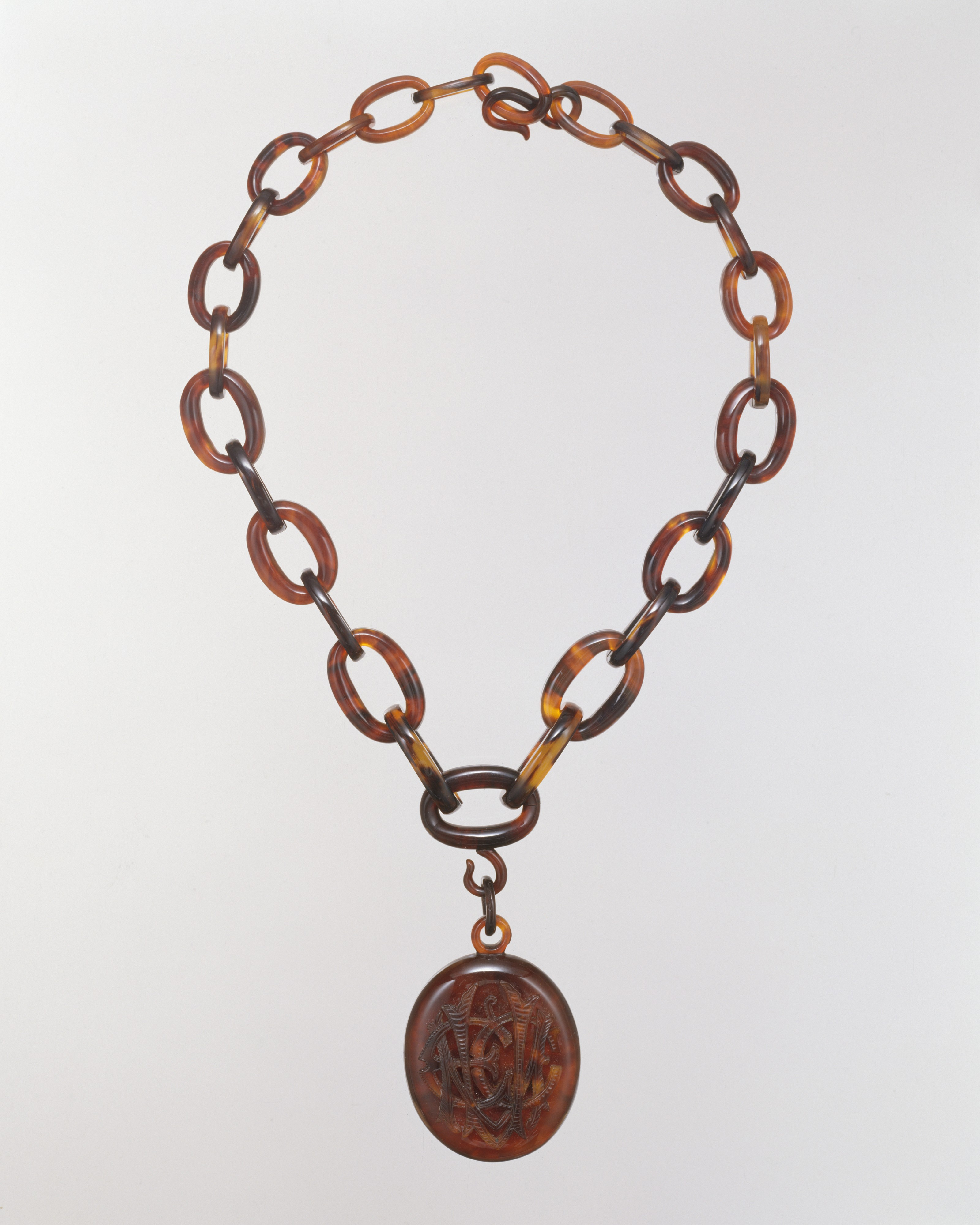
Schildpattkette
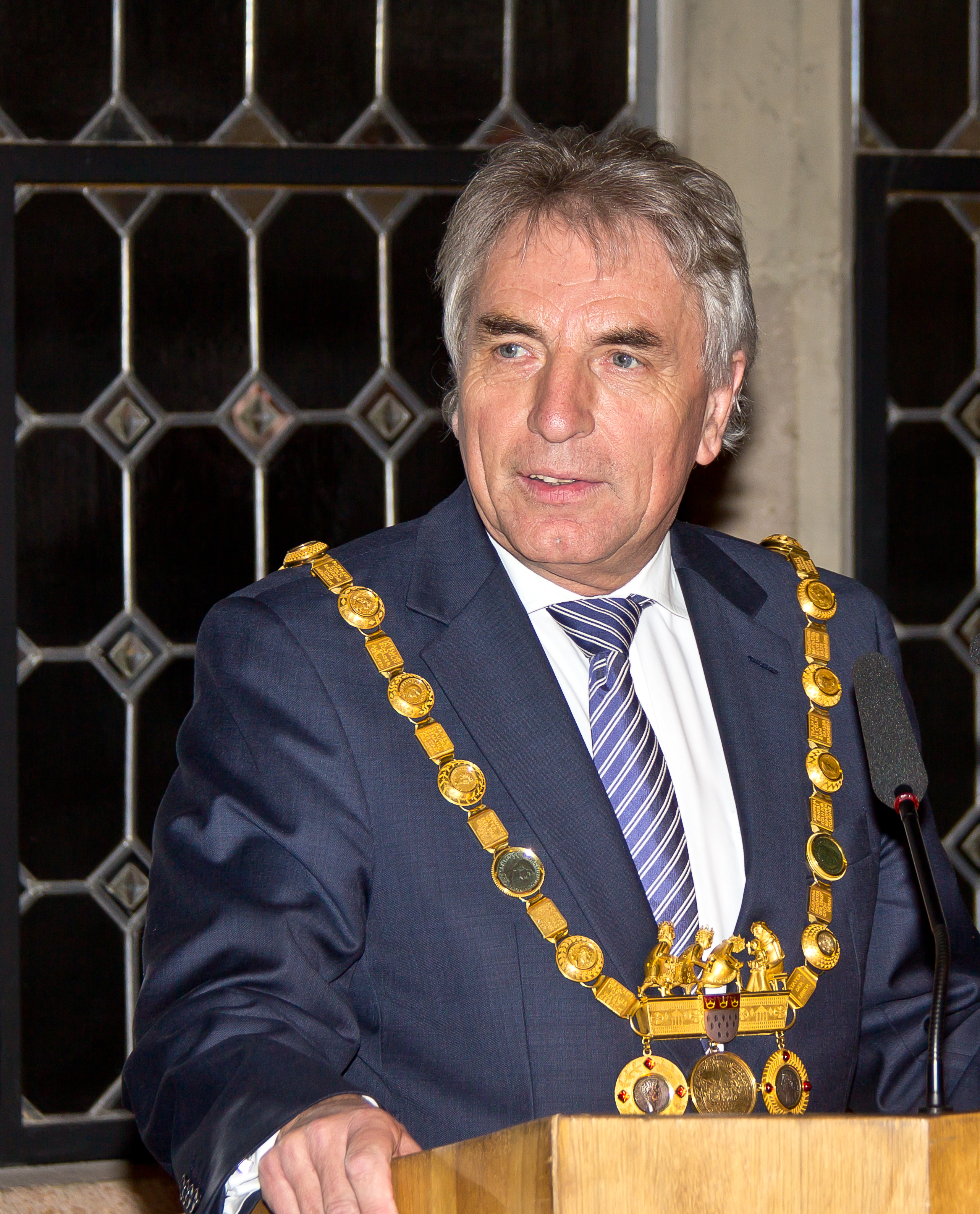
Der Kölner Oberbürgermeister Jürgen Roters mit Amtskette (2012)
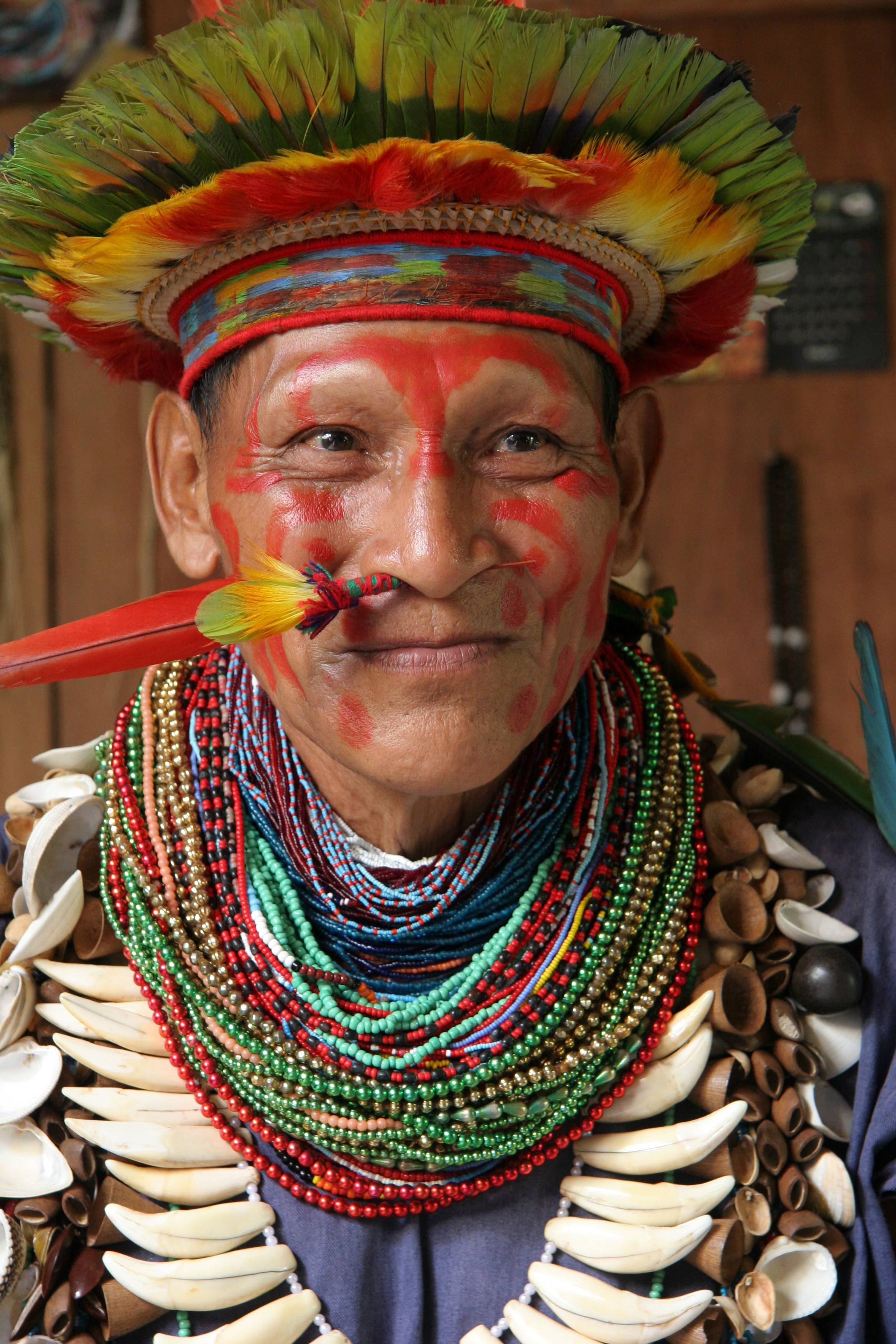
Schamane des Cofán-Volkes aus dem ecuadorianischen Amazonas mit Perlenketten
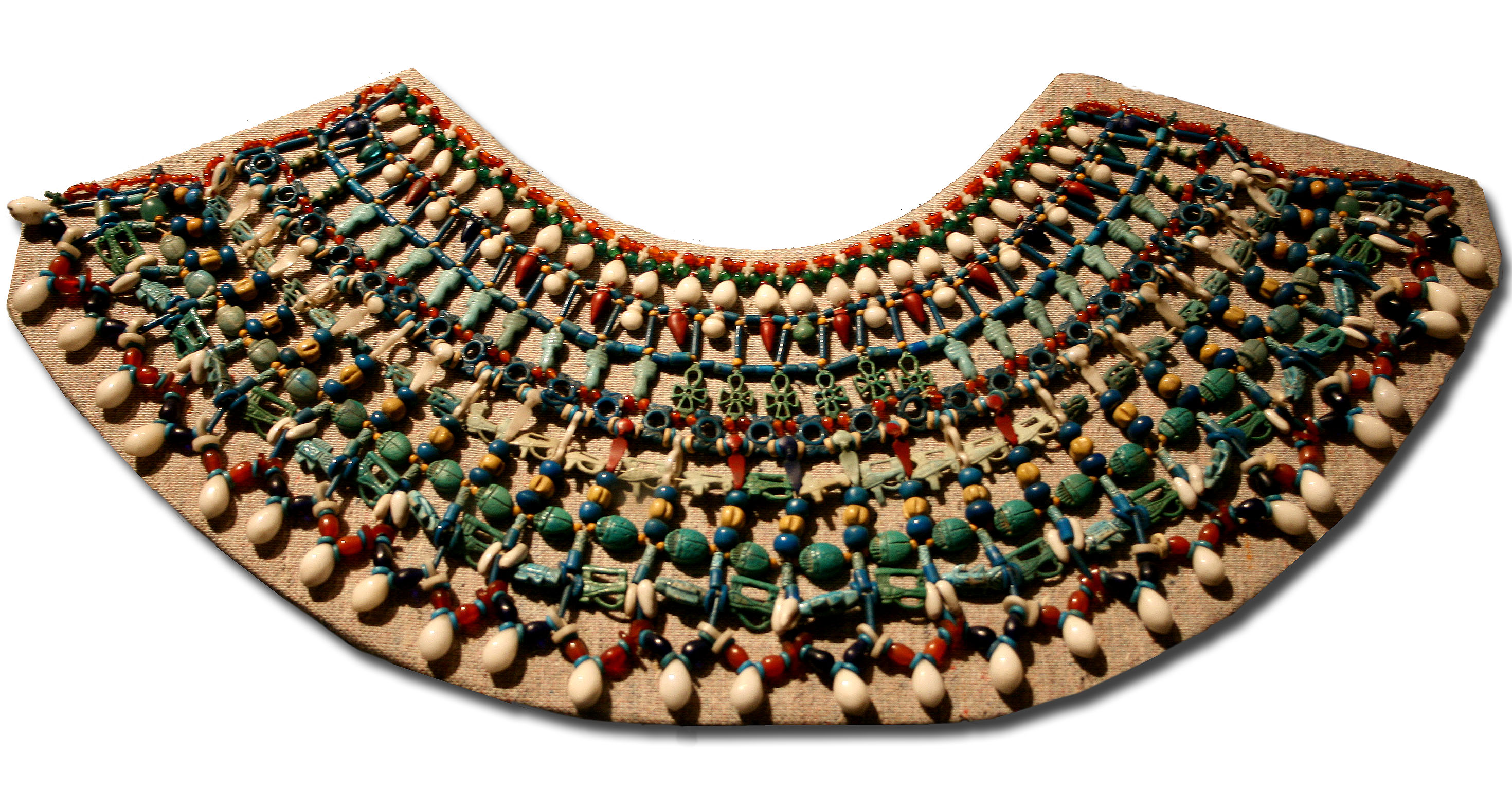
Collier der nubischen Königin Amanishakheto, um die Zeitenwende, Ägyptischen Museum, Berlin
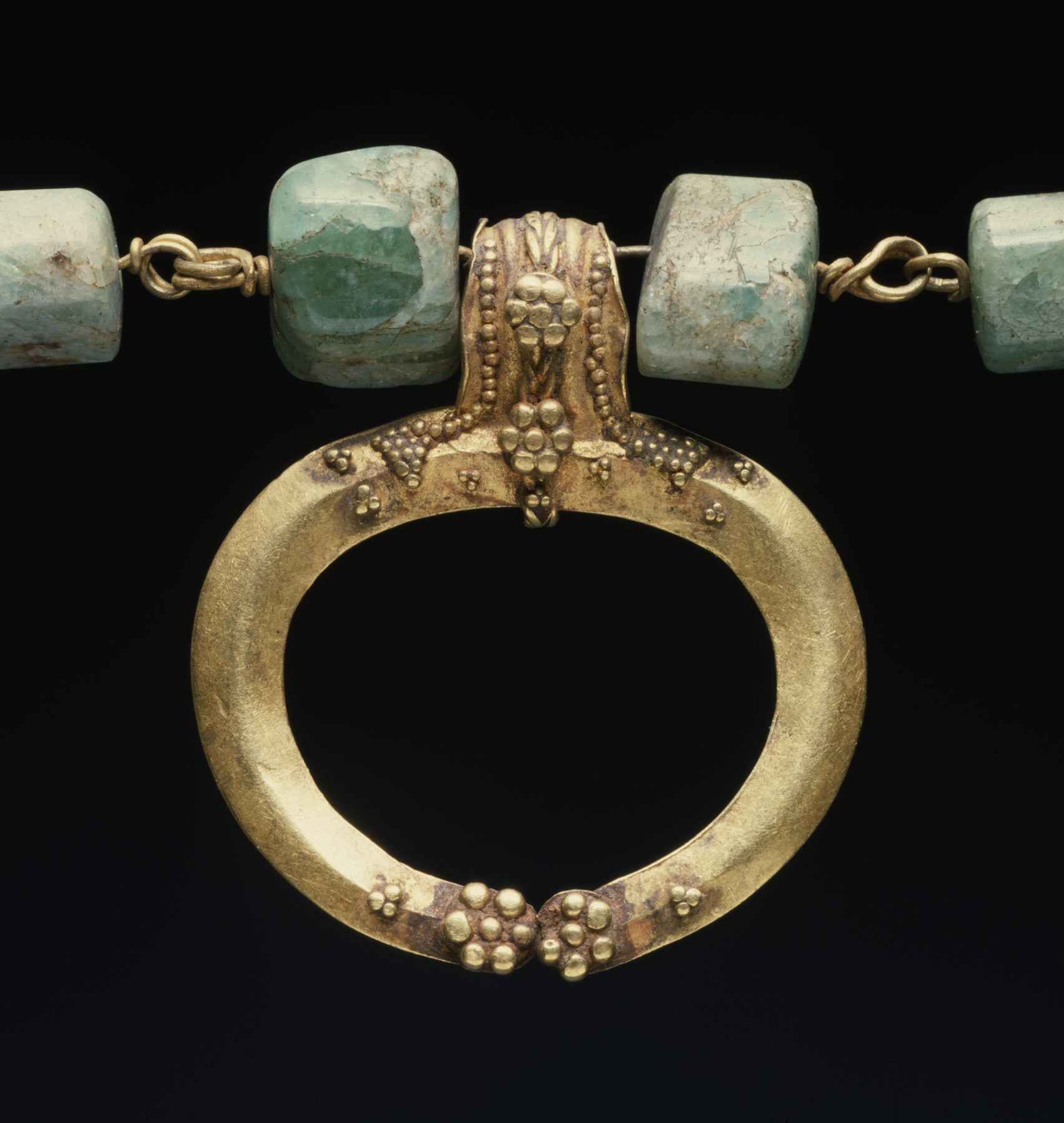
Halskette mit Achat-Steinen und anhängender Lunula, Gold, (Römische Kaiserzeit, 1. Jhd.; Walters Art Museum, Baltimore)
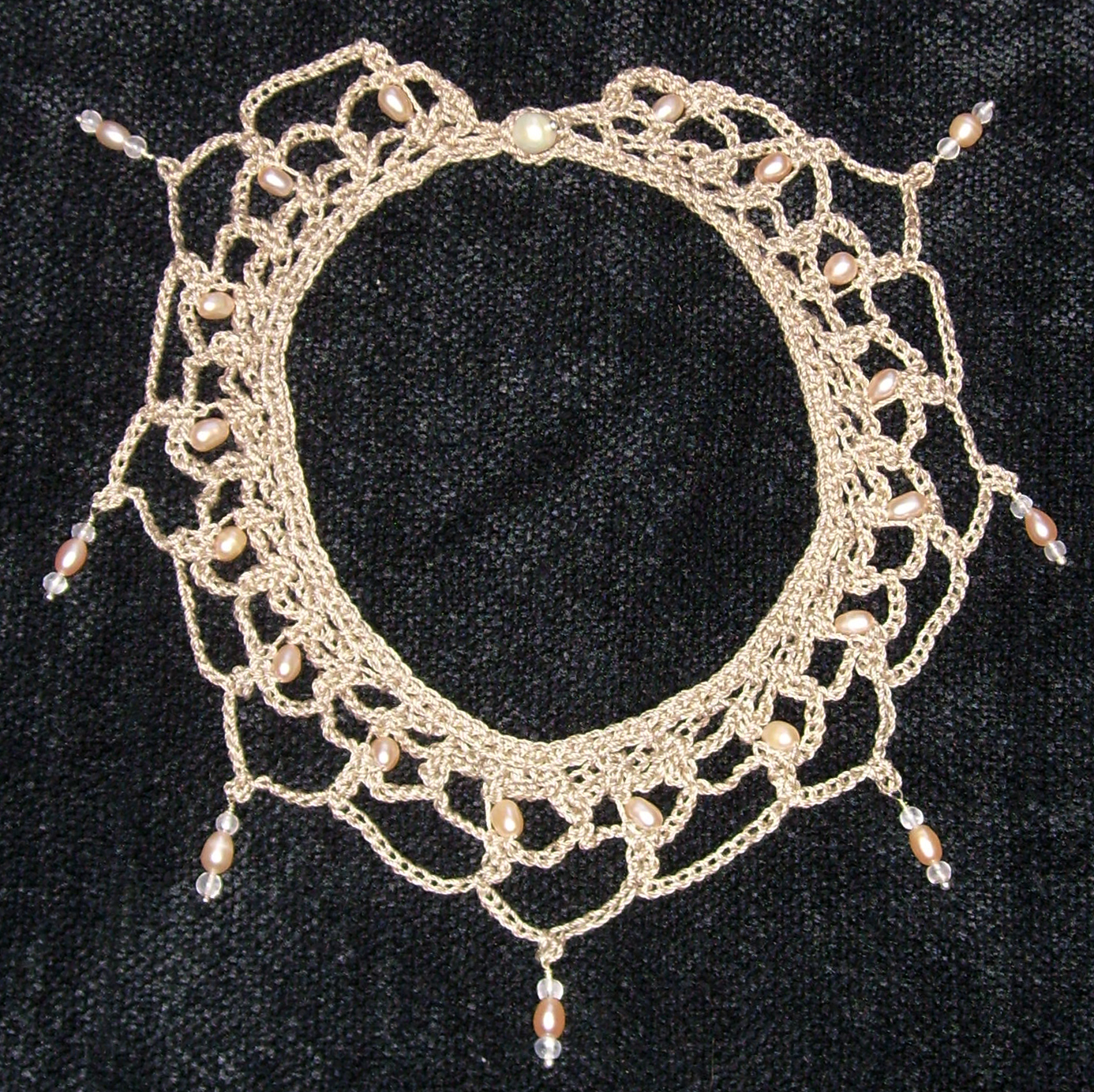
Gehäkelte Halskette (Baumwolle) mit Süßwasserperlen
Rote Korallenkette aus Afrika; vermutlich 20. Jahrhundert